# Ворорские языки
Воро́рские языки (вороранские, воррорра) — небольшая семья близкородственных австралийских языков, распространённых на северо-западе Австралии в северной части региона Кимберли (север штата Западная Австралия). Хотя большинством исследователей единство семьи не подвергается сомнению, Роберт Диксон (2002) считает её ареальной группировкой (под названием North Kimberley areal group), состоящей из трёх независимых семей: Worrora, Ungarinjin и Wunambal.

## Классификация
Включают три ветви, включающие в общей сложности от 3 до 21 языков.
- Собственно ворорская (западно-ворорская) ветвь (Wororic) — 2-6 языков:
  - Ворора (Worora)
    - Диалекты: явитьипара (Yawijibaya, Yawidjibara, jawdjibara, yaudjibara, yawjibarra), виньтярруми (Winyjarrumi, Windjarumi), собственно воррорра (Worrorra proper)

  - Унгкуми (Unggumi)
    - Диалекты: собственно унгкуми (Unggumi proper), унгкарранги (Unggarrangu, Unggarrangi), умита (Umiida, Umida, umi: da)
- Вунампальская (северно-ворорская) ветвь (Wunambalic) — 1-5 языков:
  - Вунампальский язык (Wunambal)
  - Кампера (Gambera)
  - Мива (Miwa/Bagu/Pelu)
  - Кунинский язык (Gunin/Kwini)
  - Йитьи (Yiiji)
- Унгариньинская ветвь (Ungarinyinic) — 2-10 языков
  - Нгариньинский язык (Ngarinyin)
    - Диалекты: вилавила (Wilawila), вольтьямити (Wolyamidi), мунмумпурру (Munumburru), кувить (Guwij)

  - Вурла (Wurla)
    - Диалекты: валатьянгарри (Waladjangarri, Waladja), антатьин (Andadjin), Нганаву (Ngarnawu)